# 표선중학교
표선중학교(表善中學校)는 대한민국 제주특별자치도 서귀포시 표선면 표선리에 있는 공립 중학교이다.

## 학교 연혁
- 1949년 9월 9일 : 표선고등공민학교 설립 인가(현 리사무소 위치)
- 1951년 9월 15일 : 초대 교장 손창주 선생 취임
- 1951년 10월 14일 : 표선중학교 설립 인가(3학급)
- 1951년 10월 16일 : 표선중학교 개교
- 1974년 9월 4일 : 학교 이설(현 위치)
- 1985년 3월 1일 : 특수학급 설치(1학급)
- 2012년 10월 30일 : 학교 상징탑[Dream Tower] 건립
- 2015년 11월 9일 : 다목적강당(성실관) 준공
- 2018년 9월 27일 : 수영장 준공
- 2020년 5월 28일 : 학교 개축(1차) 준공 및 신축 건물 이전
- 2020년 9월 1일 : IB 자율학교 지정(제주특별자치도교육청)
- 2022년 1월 28일 : 학교 재건축 공사 완료(별관 준공)
- 2022년 12월 29일 : IB월드스쿨 인증 기념 현판 및 타임캡슐 봉인
- 2024년 3월 1일 : 제31대 김평희 교장 부임
- 2025년 1월 6일 : 제74회 졸업 졸업생 136명(총 13,561명)
- 2025년 3월 1일 : 제주형 자율학교(IB 학교) 기간연장(~2029.02.28)
- 2025년 3월 1일 : 학칙 변경 22학급 인가(특수학급 1 별도)

## 참고 자료
- 표선중학교 - 한국교육학술정보원 학교알리미